# Windows Forms
Windows Forms (WinForms) je v informatice knihovna tříd pro tvorbu grafického rozhraní, která je součástí .NET frameworku firmy Microsoft. Poskytuje platformu pro vytváření aplikací pro desktop a tablet PC. Přestože je považován za nástupce staršího a komplexnějšího MFC založeného na C++, neposkytuje Windows Forms porovnatelná paradigmata a slouží pouze jako platforma pro tvorbu uživatelského rozhraní při řešení vícevrstvé architektury.
Nástupcem Windows Forms je Windows Presentation Foundation (WPF).